# Charles Strouse
Charles Strouse (Nova Iorque, 7 de junho de 1928 – Nova Iorque, 15 de maio de 2025) foi um compositor e letrista estadunidense mais conhecido por escrever canções para musicais da Broadway como Bye Bye Birdie e Annie.

## Prêmios e indicações
BAFTA Awards 1988
1. Melhor Canção original por Annie (venceu)

Emmy 1996
1. Melhor Música e Letra Originais por Bye Bye Birdie (venceu)

Grammys 1978
1. Melhor Álbum de Teatro Musical por Annie (venceu)

Tony Awards 1977
1. Melhor Trilha Sonora por Annie (venceu)